# 바나어파

바나르어파

바나어파 또는 바나르어파(Bahnaric)는 베트남, 라오스, 캄보디아에 걸쳐 분포하는 약 30개의 언어들로 이루어진 오스트로아시아어족의 언어군이다. 총 화자 수는 약 70만 명이다.
크게 참어군 사용 지역보다 북쪽에 분포하는 북부어군, 캄보디아 지역의 서부어군, 참어군 사용 지역에 의해 갈라져 있는 동부어군으로 분류된다.

## 같이 보기
- 바나족 (바나르족)